# 牛沢
牛沢（うしざわ、1987年11月15日 - ）は、日本のゲーム実況者。投稿先はニコニコ動画、YouTube。
キヨ、レトルト、ガッチマンの4人とのコラボ活動も行っており、4人合わせてTOP4とも呼ばれる。

## 略歴
中学生時代の同級生に、元お笑いタレントの本田和之（元「巨匠」）がいる。牛沢にとって当時最も仲が良かった友人であり、相方に誘われたこともあるという。
老人ホームで勤務していた。この頃の経験から、老人福祉施設や認知症などの話題に明るい。

### ゲーム実況デビュー以降
2009年9月11日にニコニコ動画にてゲーム実況動画の投稿を始める。肉声の実況動画のみならず、ゆっくり実況動画も投稿していたこともある。2014年からはYouTubeへの動画投稿も開始した。
2016年4月10日、『ドラゴンクエストヒーローズII 双子の王と予言の終わり』のプレミアム体験会に出席し、前作『ドラゴンクエストヒーローズ 闇竜と世界樹の城』の「幕間実況」を披露した。
2017年8月31日、『巨影都市』（10月19日発売）を先行プレイ。
2020年5月、カンゴールのブランド「KANGOL REWARD」とコラボし、牛沢デザインによるパーカーとTシャツを受注販売。
2021年9月17日、『パワプロクンポケットR』（11月25日発売）を先行プレイ。
2023年6月1日、東京ドームにて「TOP4 in TOKYO DOME」を共催。終盤に初披露されたTOP4の楽曲「フォーマンセル」では歌い出しを担当した。
2024年9月27日、東京ゲームショウのセガブースに出席し、開発中の『龍が如く8外伝 Pirates in Hawaii』の「世界最速実況プレイ」を披露した。この際に、同作への出演を龍が如くスタジオからオファーされた。2025年2月4日、同作へ「キャプテン・ビーフ」役として出演することが発表された。さらに、牛沢が描き下ろした龍が如くシリーズとのコラボグッズが販売された。

## 人物

### ゲーム関連
ライターの川崎龍也は、トーク力の高さと低音の声質を魅力として挙げている。アウトローな雰囲気のシリーズやストーリーのある作品を長期にわたって実況することが多い。
代表的な実況作品は龍が如くシリーズ。シリーズの制作総指揮を務める横山昌義が「牛沢さんを見てやりたくなった人がやってきてくれるっていうのが、最近すごく多い」と語るほどである。近年では、関連作品が出るたびにセガからインフルエンサーキットを贈られており、『8』発売に際しては「この世に20個しか存在しない」という非常に貴重な限定品まで贈呈されている。
コラボ実況など
湯毛、towaco、フルコンとともに実況者グループ「チーム湯豆腐」として、またアナログゲームをする際に「あなろぐ部」の一員として活動してきた。2012年から2015年にかけては、友人の「内藤さん」とともに「無回転」と題したウェブラジオを行っていた。
2016年頃からはレトルト、キヨ、ガッチマンとともにTOP4としての活動を精力的に行っており、キヨ・レトルトが主催するゲームイベント「LEVEL」には初回から最終回まで全てゲストとして出演している。

### 私生活
家族・親族
2017年6月1日、ニコニコ動画の自身のチャンネルにおいて、結婚したことを生放送で発表した。2014年からデグーの「こむぎ君」を飼っていたが、2018年に死別。後にチンチラの「ひなた」を飼っている。自分との正確な血縁関係がよくわからない母方の親族が宮城県に大勢おり、その全員に「牛沢」であることを知られている。
漫画愛好家
多数の漫画を嗜んでいる。自らの気に入った新作を「いま絶対に読んで欲しい漫画」と題してTOP4の他3人に紹介する動画をシリーズ化させており、これがきっかけで以下の作品からは帯コメントを依頼されている。
- たらちねジョン『海が走るエンドロール』5巻
- こだまはつみ『この世は戦う価値がある』4巻

なお、牛沢の紹介により注目されたことを受けて、小出もと貴『あくまでクジャクの話です。』は1巻を、常盤ギヨ『織田ちゃんと明智くん』は4話までを期間限定で公開している。

## 出演

### インターネット番組（公式配信・動画）
「※」は公開終了。
- 『ファイナルファンタジーV』48時間ぶっ通しゲーム実況 supported by Stride（2014年8月29日、ニコニコ生放送）[22] ※
- ドラゴンクエストX TV ver.3 番外編 よーすぴサンタのクリスマスSP2015（2015年12月23日、ニコニコ生放送）[23]
- ドラゴンクエストヒーローズ・ザ・LIVE！＠プレミアム体験会2日目（2016年4月10日、ニコニコ生放送） ※
- レトルトと牛沢のニコニコワイドショー（2016年6月8日[24] - 2017年12月8日、ニコニコ生放送）
- ドラゴンクエストV ゲーム実況（2016年9月24日、ニコニコ生放送）[25]
- ドラゴンクエストVII 7日間ゲーム実況 DAY2（2017年2月25日、ニコニコ生放送）[26]
- ドラゴンクエストVIII ゲーム実況 DAY1（2017年3月18日、ニコニコ生放送）[27]
- ドラゴンクエストIX ゲーム実況 DAY2（2017年4月23日、ニコニコ生放送）[28]
- ドラゴンクエストXI（PS4版）ゲーム実況 DAY1・2（2017年8月5・6日、ニコニコ生放送）[29]
- ドラゴンクエストX ゲーム実況 DAY1（2017年9月16日、ニコニコ生放送）[30]
- 超ドラゴンクエストX TV #2　バージョン4.1最新情報（2018年1月30日、ニコニコ生放送）[31]
- 【FF9】『ファイナルファンタジーIX』48時間ゲーム実況生放送（2018年11月30日、ニコニコ生放送）[32] ※
- 「龍が如く」18周年記念！ 目指せトロコン！『龍が如く7 光と闇の行方 インターナショナル』チーム対抗戦！（2023年12月21日、YouTube・ニコニコ生放送）[33] ※

### ラジオ
- SPARK（2019年12月11日、2020年9月9日、J-WAVE）ゲスト出演 - MCを務めるポルカドットスティングレイの雫がファンを公言していた[34]。
- TOP4のオールナイトニッポン（2023年1月7日、ニッポン放送）[35]

### テレビ
- セッション いまを駆ける君と（2022年1月17日、NHK Eテレ） - ナレーション[36][37][38]
- 『ねほりんぱほりん』シーズン9初回「今年もやるよ〜!ねほりんぱほりん」（2024年10月4日、NHK Eテレ）[39]

### ゲーム
- 龍が如く8外伝 Pirates in Hawaii（2025年2月21日）- キャプテン・ビーフ 役

### プロモーションビデオ
- 漫画『海が走るエンドロール』5巻発売記念スペシャルPV - ナレーション[18]。なお、帯コメントも寄せた。
- 漫画『平成敗残兵☆すみれちゃん』宣伝動画 - ナレーション[40]。なお、2巻にはこのアフレコについてのレポート漫画がある[40]。

## 楽曲

### 配信
- フォーマンセル（2023年6月1日配信開始）- 「TOP4」名義[41]